# Joseph Strutt (Kupferstecher)

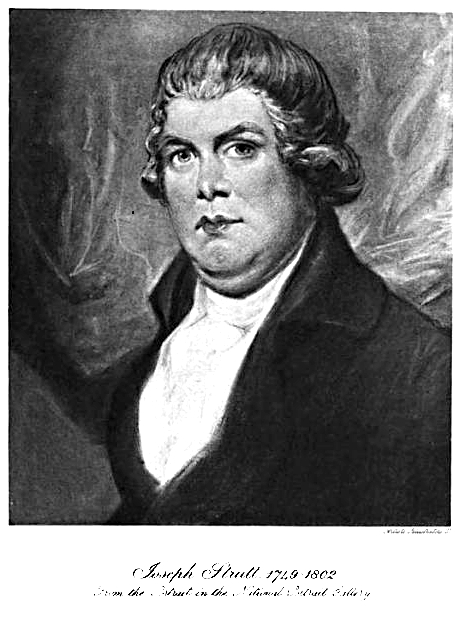
Joseph Strutt

Joseph Strutt (* 27. Oktober 1749 in Chelmsford, Essex – 16. Oktober 1802 in Holborn, London) war ein englischer Kupferstecher, Künstler, Dichter, Antiquar und Schriftsteller. Er ist heute vor allem bekannt als Sammler und Schriftsteller der Bekleidung seit der frühen Neuzeit und der Entwicklung des englischen Sports.

## Leben
Strutt erhielt seine Erziehung in der King Edward's School, Chelmsford. Mit 14 wurde er Graveur-Auszubildender bei William Wynne Ryland. 1770 begann er an der Royal Academy in London zu studieren und bekam die erste Silbermedaille, später auch die erste Goldmedaille der Akademie. Von 1771 begann er im Reading Room des British Museum mit seiner Sammlung antiquarischer Kenntnisse. Sein erstes Buch erschien 1773. The Regal and Ecclesiastical Antiquities of England. Hierfür reproduzierte er als erster als Graveur alte handgemalte Objekte. Es folgten zwischen 1774 und 1776 Manners, Customs, Arms, Habits etc. of the People of England und in 1777–8 zwei Bände seiner Chronicle of England. Nach 1785 Strutt folgen die nächsten Arbeiten Biographical Dictionary of Engravers (2 Bände 1785–6). 1795 gab er die Dresses and Habits of the English People (2 Bände 1796–1799) heraus. Heute ist er wahrscheinlich am bekanntesten durch sein vielfach nachgedrucktes Sports and Pastimes of the People of England (1801).
Ein Porträt von Strutt durch Ozias Humphrey, R.A., ist in der National Portrait Gallery.